# Józef Misiek
Józef Misiek (ur. 12 stycznia 1941 w Czechowicach, zm. 13 listopada 2018) – polski działacz opozycji w okresie PRL, fizyk, pracownik naukowy UJ, docent doktor habilitowany.

## Życiorys
Ukończył studia w zakresie fizyki na Uniwersytecie Jagiellońskim w 1963. W 1970 uzyskał doktorat, a w 1980 habilitację. W czasie stanu wojennego rozpoczął działalność w Zakładowej Tajnej Komisji w Solidarności. Pełnił funkcję docenta w Instytucie Filozofii na Wydziale Filozoficznym Uniwersytetu Jagiellońskiego oraz profesora w Instytucie Filozofii i Socjologii na Wydziale Humanistycznym im. Komisji Edukacji Narodowej w Krakowie.